# Франсоа Бош
Франсоа Бош (рођен 16. октобра 1956. у граду Луксембургу)  је луксембуршки политичар. Члан је Коморе посланика и градског већа и одборник Града Луксембурга. Вођа Зелених у Комори посланика. 
Бош је први пут изабран у Комору посланика на парламентарним изборима 1989. године. Дана 11. октобра 1992. поднео је оставку,  заједно са Жаном Хусом, у складу с договореним системом ротације Зелених, омогућавајући другим кандидатима да раде као посланици. На локалним изборима 1993. године, Бош је изабран у градаско веће Града Луксембурга (почевши од 1. јануара 1994. године)  и вратио се у Комору посланика следеће године. Године 1999. Бош је завршио на другом месту после Ренеа Вагенера међу кандидатима Зелених у Централној изборној јединици, с тим да су тада обојица изабрани. 
Године 1999. Бош је био члан и оснивач групе за борбу против слободне трговине и пореза на трансакције ( Тобин Такса ), АТТАЦ Лукембоург, и једини члан парламента Луксембурга који је ово подржао.  На изборима 2004. године, Бош се са солидном предношћу нашао на листи Зелених са побољшаним резултатом за странку (завршио је на петом месту међу свим кандидатима) и уредно се вратио у Комору посланика.  Дана 3. августа 2004. Бош је такође постао вођа посланичке групе Зелених у Комори.  На градским изборима 2005. године, коалиција Демократска странка (ДС) - Хришћанско-социјална народна странка (ХСНС) у Луксембургу се распала и утрла пут коалицији ДС-Зелени, са чије листе је Бош именован за одборника . 
Као председавајући Парламентарне комисије за контролу Луксембуршке тајне службе (СРЕЛ) покренуо је крајем 2012. истрагу наводних тајних снимака премијера Жан-Клода Јункера и великог војводе Анрија .  Ова истрага је брзо исполитизована и мутирана у истражну комисију за тајне службе, којом је председавао посланик социјалиста Алекс Бодри и оптужена за истраживање активности и надзора СРЕЛ-а. Међутим, у чудном заокрету, Бошу и осталим члановима Парламентарне контролне комисије било је допуштено да се придруже овој „истражној комисији“ која је била правно одговорна за истрагу СРЕЛ-а и његов надзор, што укључује и саму парламентарну контролну комисију.  Комисија за истраге била је преплављена илегалним политичким акцијама и упитним правним тактикама, укључујући честа хапшења новинара и политички мотивисане полицијске рације, до тачке да је посланик ХСНС-а Мишел Волтер позвао новинаре државне радио станице 100,7 да открију своје изворе, за које се сумњало да су колеге који нису посланици ХСНС-а и који су измишљали информације о тајним досијеима СРЕЛ-а како би одговарали њиховом дневном реду.  Дана 20. јуна 2013, Бош је у луксембуршкој штампи објавио свој нацрт извештаја из комисије где је сву кривицу пренео на премијера док Парламентарна контролна комисија уопште није била крива. 